# Matthew Underwood

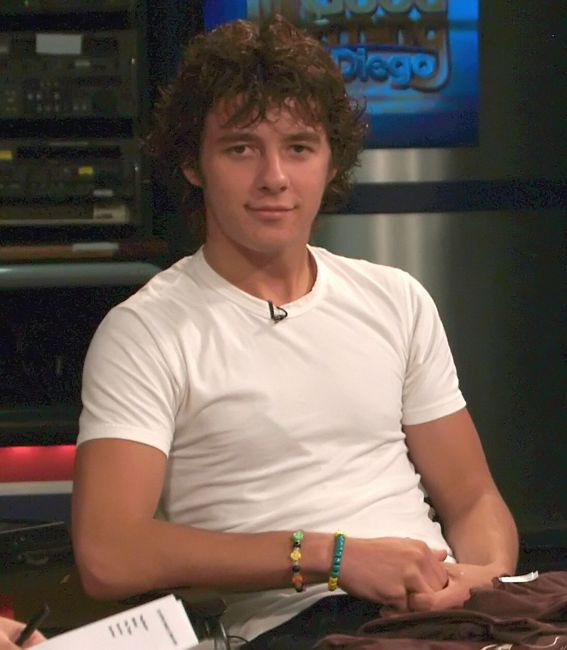
Matthew Underwood

Matthew Dillon Underwood (Fort Pierce, 23 april 1990) is een Amerikaans acteur. Hij speelt onder meer de rol van Logan Reese in de Nickelodeonserie Zoey 101. Hij is de neef van countryzangeres Carrie Underwood. Zijn eerste optreden in een film was het verzorgen van "Additional Voices" in My Neighbors the Yamadas in 1999.
In 2012 is Underwood meerdere keren gearresteerd wegens verschillende drugsdelicten, gepleegd rond 2009/2010.